# Carole Lombard
 Carole Lombard (wym. [ˈkærəl ˈlɑmbɑrd], właśc. Jane Alice Peters; ur. 6 października 1908 w Fort Wayne, zm. 16 stycznia 1942 pod Potosi Mountain) – amerykańska aktorka filmowa, ikona i jedna z największych gwiazd kina lat 30. XX wieku. Szczególnie ceniona przez krytyków za energiczne, często niecodzienne role w produkcjach z gatunku screwball comedy.
W wieku 12 lat, za sprawą reżysera Allana Dwana, zadebiutowała w filmie A Perfect Crime (1921). Z chęci zostania profesjonalną aktorką, w październiku 1924 podpisała kontrakt z wytwórnią Fox Film Corporation, występując w rolach epizodycznych. W latach 1927−1929 współpracowała z producentem Mackiem Sennettem, grając w wielu produkcjach krótkometrażowych. Następnie zaczęła regularnie występować w filmach pełnometrażowych, takich jak High Voltage (1929) oraz The Racketeer (1929). Po udanym występie w westernie The Arizona Kid (1930), podpisała kontrakt ze studiem Paramount Pictures, które zaczęło obsadzać ją w pierwszoplanowych kreacjach. Punktem zwrotnym w jej karierze był udział w screwball comedy Napoleon na Broadwayu (1934). Lombard stała się jedną z głównych aktorek wspomnianego gatunku, pojawiając się m.in. w Hands Across the Table (1935) oraz Moim panie mężu (1936). Za udział w drugiej z wymienionych produkcji uzyskała nominację do nagrody Akademii Filmowej w kategorii dla najlepszej aktorki pierwszoplanowej. W drugiej połowie lat 30. należała do grona najlepiej opłacanych aktorek w Hollywood. Do późniejszych ważnych produkcji w jej filmografii zalicza się takie tytuły, jak: True Confession (1937), Pan i pani Smith (1941) oraz Być albo nie być (1942).
Po przystąpieniu Stanów Zjednoczonych do udziału w II wojnie światowej, w 1942 zaangażowała się w promocję i sprzedaż bonów wojennych. Jej aktywność przerwała śmierć poniesiona w katastrofie lotniczej. Pośmiertnie została odznaczona przez prezydenta Franklina Delano Roosevelta Medalem Wolności jako pierwsza kobieta, która zginęła na służbie podczas wojny. W 1999 została sklasyfikowana przez American Film Institute (AFI) na 23. miejscu w rankingu „największych aktorek wszech czasów” (The 50 Greatest American Screen Legends).

## Życiorys

### Rodzina i młodość

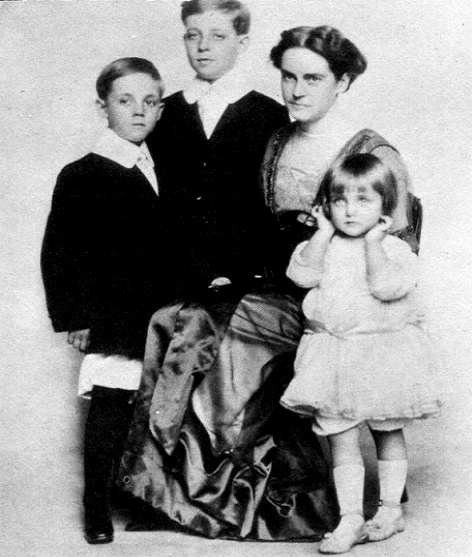
Kilkuletnia Lombard (z prawej) z matką i dwoma braćmi

Jane Alice Peters urodziła się 6 października 1908 w Fort Wayne w stanie Indiana w dwupiętrowym domu przy 704 Rockhill Street. Była trzecim dzieckiem i jedyną córką Fredericka Christiana Petersa (1875–1935) oraz  Elizabeth Jayne „Bessie” Peters (z domu Knight; 1876–1942). Jej dziadek – John Claus Peters (1848−1922), przybył do Fort Wayne tuż po zakończeniu wojny secesyjnej i razem z Henrym C. Paulem utworzył koncern Horton Manufacturing Company w 1871. Firma ta opracowała i wyprodukowała pierwszą pralkę.
Peters miała dwóch starszych braci – Fredericka Charlesa (1902–1979) oraz Johna Stuarta (1906–1956) – z którymi łączyła ją silna więź. Jej rodzice wywodzili się z zamożnych sfer, a ona sama do 5. roku życia wychowywała się w komfortowych warunkach. Robert D. Matzen opisywał lata młodości Peters jako „okres dobrobytu”, mimo że stosunki pomiędzy jej rodzicami były napięte. W październiku 1914 matka zabrała trójkę dzieci i przeniosła się do Los Angeles w Kalifornii, gdzie zamieszkali przy Venice Boulevard. Ich przeprowadzka zbiegła się z czasem, w którym lokalny przemysł filmowy coraz aktywniej rozwijał się w południowej Kalifornii, po przenosinach z Nowego Jorku. Rodzice Peters nie zdecydowali się na rozwód, pozostając w separacji. Mimo to Frederick Christian Peters wspomagał finansowo żonę oraz dzieci, dzięki czemu mogli wieść spokojne życie, choć nie tak dostatnie jak w rodzinnym Fort Wayne.

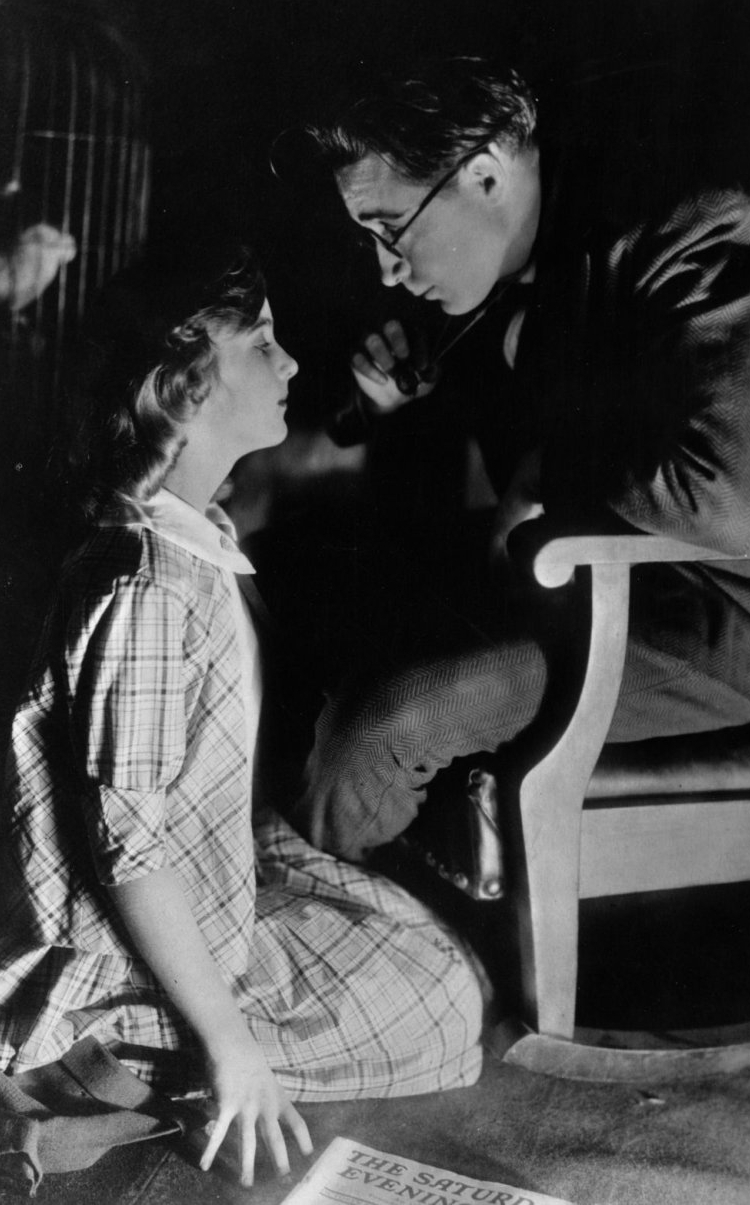
12-letnia Lombard i Monte Blue w kadrze z filmu A Perfect Crime (1921)

Opisana przez Wesa D. Gehringa jako „beztroska chłopczyca”, Peters w latach młodości z zaangażowaniem uprawiała sport, a także lubiła oglądać filmy. W okresie nauki w Virgil Junior High School grała w tenisa, siatkówkę, pływała oraz zdobywała trofea w lekkiej atletyce. W wieku 12 lat, grając z przyjaciółmi w baseball, zwróciła na siebie uwagę reżysera Allana Dwana, który po latach twierdził, że ujrzał „uroczo wyglądającego chłopczyka… który znokautował inne dzieci, grając w lepszego baseballa niż oni. Potrzebowałem kogoś w jej typie do tych zdjęć”. Zachęcona przez matkę, z entuzjazmem przyjęła niewielką rolę w niemym komediodramacie A Perfect Crime (1921, reż. Allan Dwan), wcielając się w siostrę Wally’ego Griggsa, bohatera kreowanego przez Monte Blue’a. Spędziła na planie zdjęciowym dwa dni. Dwan w późniejszych latach wyrażał pochlebną opinię na temat jej debiutu na dużym ekranie.

### Lata 20.

#### Aspirująca aktorka (1921–1926)
A Perfect Crime nie był szeroko dystrybuowany, jednak krótkie doświadczenie na planie zachęciło Peters i jej matkę do poszukiwania większej ilości pracy przy produkcjach filmowych. Jako nastolatka uczestniczyła w kilku castingach, ale żaden z nich nie zakończył się angażem. W wieku 15 lat wystąpiła jako królowa podczas majowego karnawału w Fairfax High School w Los Angeles. Jej kreację dostrzegł jeden ze współpracowników Charliego Chaplina, który przedłożył nastolatce propozycję udziału w zdjęciach próbnych do komedii Gorączka złota (1925, reż. Charlie Chaplin). Mimo że nie otrzymała roli Georgii (dostała ją Georgia Hale), to wykonany przez nią test w znacznym stopniu podniósł świadomość jej obiecującego talentu w Hollywood. Testy próbne Peters obejrzeli przedstawiciele Vitagraph Film Company, którzy wyrazili zainteresowanie podpisaniem z nią umowy. Do jej finalizacji nie doszło, lecz Peters zdecydowała się na zmianę imienia (Jane uznano za zbyt nudne). Wybrała imię Carol, po dziewczynie z którą grała w tenisa w gimnazjum.
W październiku 1924, po kilku zawodowych niepowodzeniach, 16-letnia Peters podpisała kontrakt z wytwórnią Fox Film Corporation. Według Larry’ego Swindella uroda nastolatki przekonała szefa studia Winfielda Sheehana do podpisania z nią kontraktu, opiewającego o zarobki rzędu 75 dolarów tygodniowo. Zdecydowała się na porzucenie edukacji, by móc rozwijać karierę aktorską. Fox Film Corporation chętnie używał jej nowego imienia Carol, ale w przeciwieństwie do Vitagraph nie był zadowolony z nazwiska. Postanowiła zmienić je na Lombard, które pochodziło od przyjaciela rodziny.
Większość jej występów dla Fox Film Corporation stanowiły role epizodyczne, głównie w westernach oraz w produkcjach przygodowych. W późniejszych latach wyrażała niezadowolenie z początkowych ról, przyznając, że „wszystko co musiałam zrobić, to po prostu mizdrzyć się pięknie do bohatera i krzyczeć z przerażenia, gdy walczył z czarnym charakterem”. Przyjemność czerpała z innych aspektów pracy nad filmem, w tym z sesji zdjęciowych, przymierzania kostiumów i spotkań towarzyskich z aktorami na planie studia. Przyjęła styl chłopczycy i stała się regularnym gościem w nocnym klubie Coconut Grove, gdzie wygrała kilka konkursów tańca towarzyskiego charleston.
W marcu 1925 wytwórnia obsadziła ją w pierwszoplanowej roli Celii Hathaway w komedii Marriage in Transit (reż. Roy William Neill). Partnerował jej Edmund Lowe. Występ Lombard spotkał się z pozytywnym odbiorem krytyków, a jeden z nich – piszący dla branżowego „Motion Picture News” – wyróżniał jej „dobrą równowagę i znaczny urok”. Mimo przychylnych ocen, szefowie Fox Film Corporation nie byli przekonani do jej zdolności w odgrywaniu pierwszoplanowej roli, wobec czego nie przedłużyli z nią rocznej umowy. Według Gehringa bezpośrednią przyczyną takiej decyzji była widoczna blizna na twarzy, jaką Lombard miała od czasu wypadku samochodowego. Obawiając się, że wspomniana blizna, przebiegająca przez cały policzek, wpłynie na zahamowanie jej kariery, przeszła operację rekonstrukcyjną, dzięki której blizna była mniej widoczna, oraz długi okres rekonwalescencji. Przez resztę kariery nauczyła się umiejętnie ją markować, używając makijażu i starannego oświetlenia.

#### Przełom filmowy (1927–1929)

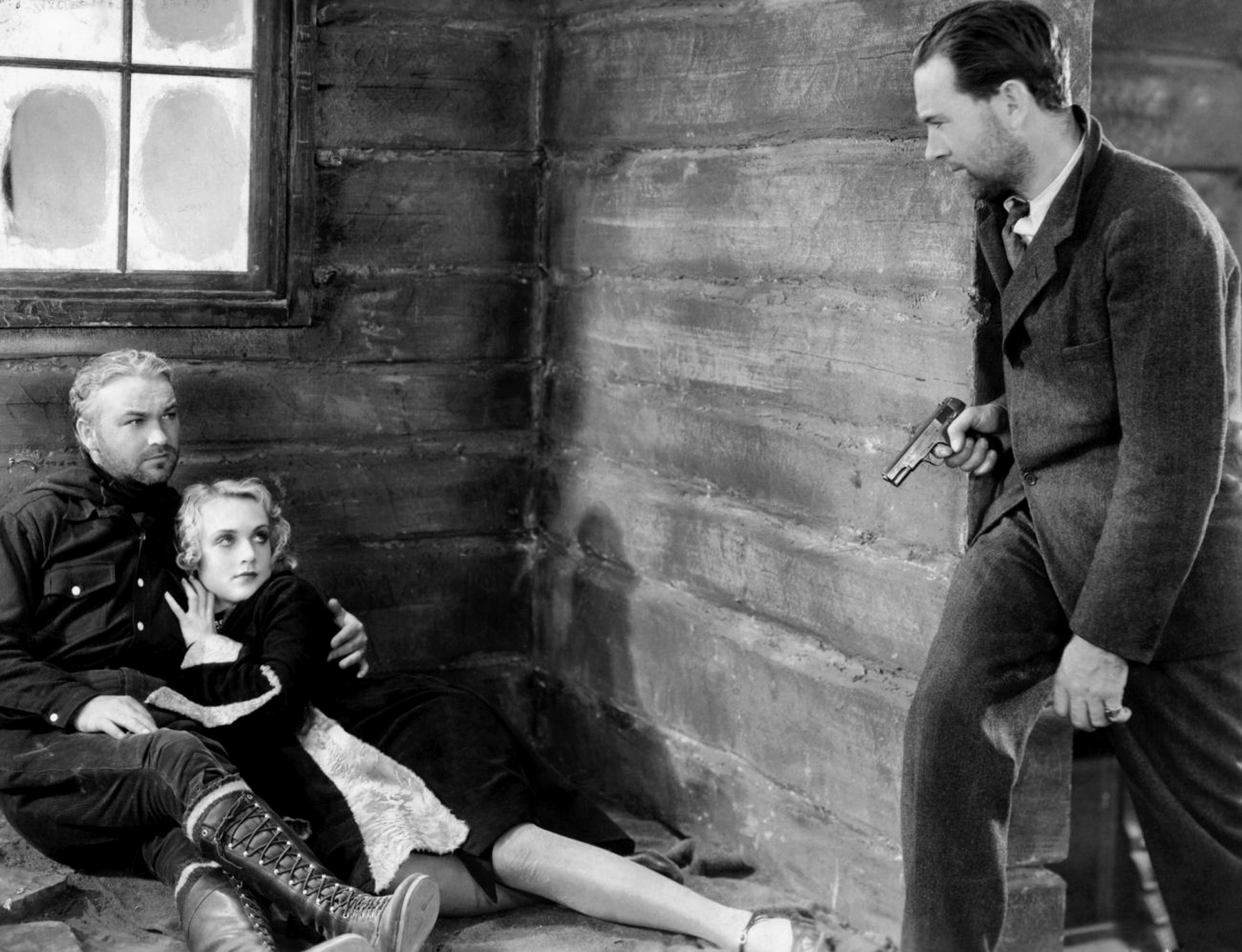
William Boyd, Lombard i Owen Moore w filmie High Voltage (1929)

Po roku bez angażu, wiosną 1927 otrzymała możliwość udziału w zdjęciach próbnych reżyserowanych przez producenta filmowego Macka Sennetta, nazywanego „królem komedii”. Zaproponowano jej kontrakt, choć początkowo była ona sceptycznie nastawiona do występów w slapstickowych komediach. Wkrótce dołączyła do grupy młodych statystek nazywanych potocznie Bathing Beauties, których zadaniem było występować w kostiumach kąpielowych, aby w ten sposób uczynić film atrakcyjniejszym dla męskiej części widowni. Od września 1927 do marca 1929 zagrała w osiemnastu krótkometrażowych produkcjach, w tym m.in. w Gold Digger of Weepah, Run, Girl, Run i w The Campus Vamp. Spędziła także w studiu dużo miłego czasu i dobrze się bawiła. Intensywna praca pozwoliła jej nabyć pierwsze doświadczenie w gatunku komediowym oraz w znacznym stopniu przyczyniła się do rozwoju umiejętności, wykorzystywanych w późniejszym etapie kariery. W 1940, opisując lata spędzone na współpracy z Sennettem, przyznawała, że były one „punktem zwrotnym w [mojej] karierze aktorskiej”.

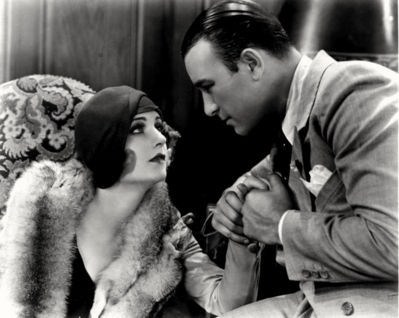
Carole Lombard i Robert Armstrong w filmie The Racketeer (1929)

Produkcje Sennetta były dystrybuowane przez niezależną nowojorską firmę Pathé Exchange, która wkrótce zaczęła obsadzać ją w swych filmach fabularnych. Odegrała ona znaczące kreacje w komediodramacie Show Folks (1928, reż. Paul L. Stein) i dramacie Ned McCobb’s Daughter (1928, reż. William J. Cowen). Krytycy zwracali uwagę na „dobre wrażenie” oraz twierdzili, że była „warta obejrzenia”. Pozytywnie odebrany przez recenzentów jej udział w kryminale gangsterskim Me, Gangster (1928, reż. Raoul Walsh) u boku June Collyer i Dona Terry’ego (dla którego był to debiut na dużym ekranie), złagodził presję, jaką jej rodzina wywierała na nią, by odniosła sukces. Zdaniem Gehringa krytycy poświęcali Lombard od tej pory znacznie więcej miejsca w swoich recenzjach.

#### High Voltage,The Racketeer
W 1929 Pathé Exchange angażowało ją do odgrywania ról pierwszoplanowych. W zrealizowanym w okresie ery Pre-Code dramacie High Voltage (1929, reż. Howard Higgin), będącym pierwszym filmem dźwiękowym w dorobku Lombard, wcieliła się w Billie Davis, kryminalistkę znajdującą się pod dozorem zastępcy szeryfa Dana Egana (Owen Moore), która wraz z mężczyzną i czterema innymi pasażerami, z uwagi na obfite opady śniegu, zostaje uwięziona w autobusie. Jej kolejna produkcja – komedia Wielkie nowości (1929, reż. Gregory La Cava) – okazała się sukcesem komercyjnym i uzyskała entuzjastyczne recenzje prasowe. Podobne opinie otrzymał dramat kryminalny The Racketeer (1929, reż. Howard Higgin), gdzie jeden z recenzentów magazynu „The Film Daily” napisał: „Carol Lombard okazuje się prawdziwą niespodzianką i jak dotąd najlepiej wykonuje swoją pracę. W rzeczywistości jest to pierwsza okazja, przy której musiała udowodnić, że ma wszystko, na co ją stać”.

### Lata 30.

#### Paramount Pictures (1930–1937)

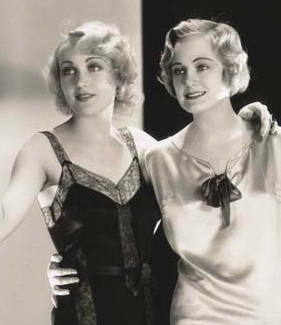
Carole Lombard i Josephine Dunn w filmie Safety in Numbers (1930)

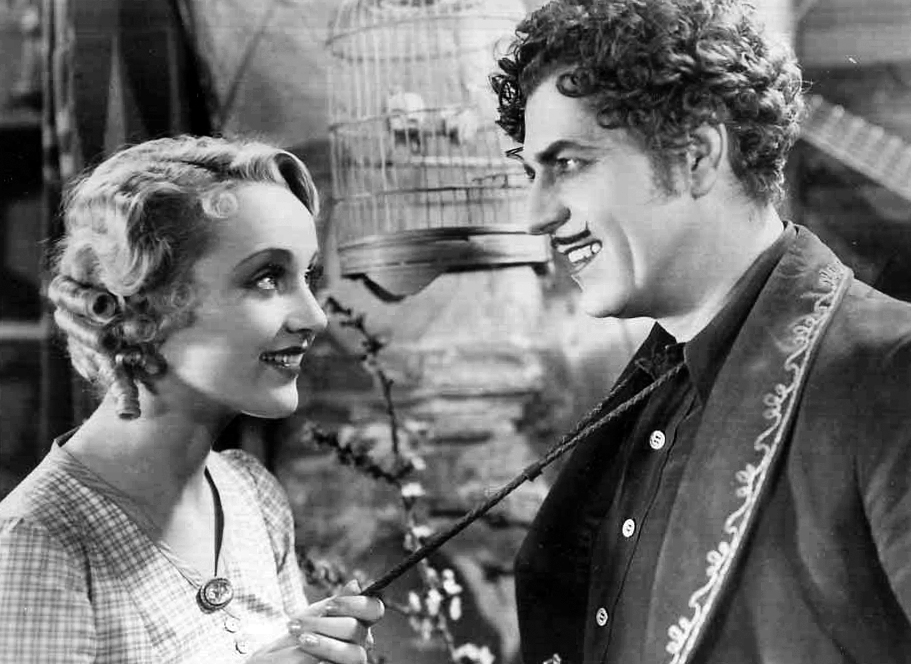
Carole Lombard i Warner Baxter w westernie The Arizona Kid (1930)

W 1930 wróciła do Fox Film Corporation, by zagrać w westernie The Arizona Kid (reż. Alfred Santell), będącym sequelem W starej Arizonie z 1928 w reżyserii Walsha i Irvinga Cummingsa. Film był dużym przedsięwzięciem dla studia, z udziałem laureata Oscara Warnera Baxtera. Lombard, ze względu na drugoplanową rolę, otrzymała trzecie rozliczenie. Po sukcesie produkcji wytwórnia Paramount Pictures namówiła ją do współpracy i podpisała z nią umowę, na mocy której zarabiała 350 dolarów tygodniowo (stopniowo zwiększając wynagrodzenie Lombard do 3,5 tys. dolarów tygodniowo w 1936). Otrzymała angaż do komedii Safety in Numbers (1930, reż. Victor Schertzinger) u boku Charlesa Rogersa. Jeden z krytyków wyraził pozytywną opinię, pisząc: „Lombard udowodniła, że jest asem komedii”. Drugą produkcją dla Paramountu była komedia romantyczna Fast and Loose (1930, reż. Fred C. Newmeyer). Wytwórnia popełniła błąd w czołówce oraz na plakatach promujących, podpisując aktorkę jako Carole Lombard (zamiast Carol). Błędna pisownia przypadła jej do gustu; od tego czasu oficjalnie przedstawiała się jako Carole.
W 1931 wystąpiła w pięciu produkcjach, poczynając od komedii It Pays to Advertise (reż. Frank Tuttle). W dwóch kolejnych filmach − melodramacie Man of the World (1931, reż. Richard Wallace) i dramacie Ladies’ Man (1931, reż. Lothar Mendes) − zagrała wraz z Williamem Powellem, największą gwiazdą wytwórni. Lombard nie ukrywała faktu, że była fanką Powella, z którym wkrótce stworzyła związek. Małżeństwo zwiększyło jej rozpoznawalność, a kreacje w komedii Up Pops the Devil (1931, reż. A. Edward Sutherland) i romantycznym I Take This Woman (1931, reż. Marion Gering) u boku Gary’ego Coopera, zyskały przychylne recenzje. Wielu krytyków prognozowało, że po występie w drugim z filmów, Lombard zostanie gwiazdą. Recenzent z „Variety” był zdania, że „jeszcze kilka takich kreacji Carole Lombard i Paramount będzie mieć nową wiodącą aktorkę na swojej liście”.
W 1932 ponownie zagrała w pięciu filmach, z czego dramat No One Man (reż. Lloyd Corrigan) z Ricardo Cortezem i komedia romantyczna Sinners in the Sun (reż. Alexander Hall) okazały się klapami finansowymi. Dramat Virtue (reż. Edward Buzzell), gdzie na planie partnerował jej Pat O’Brien, został entuzjastycznie przyjęty ze strony krytyków i widowni w kinach.

#### Dama kier

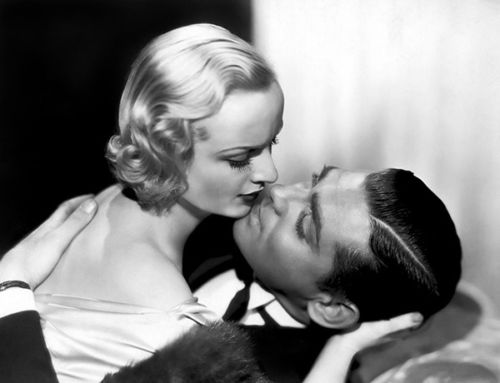
Carole Lombard i Clark Gable w filmie Dama kier (1932)

Po występie w dramacie No More Orchids (reż. Walter Lang), została obsadzona w roli Connie Randall, żony oszusta w melodramacie Dama kier (reż. Wesley Ruggles) u boku Clarka Gable’a, który należał do wschodzących gwiazd Hollywood. Ostatniego dnia zdjęciowego, wręczył on Lombard parę balerin z notatką: „Dla prawdziwej primadonny”. W drodze rewanżu podarowała mu paczkę, w której znajdowała się szynka z jego fotografią. Film otrzymał pozytywne recenzje. Krytyk „New York Herald Tribune” przyznawał, że „widzowie będą zaskoczeni uderzeniem filmu, jego realizmem zarówno w grze aktorskiej, jak i pracy reżyserskiej”. Z kolei „The New York Times” chwalił „zabawny” duet Gable–Lombard.
Rok później została zaangażowana do pięciu filmów, począwszy od dramatu From Hell to Heaven (reż. Erle C. Kenton), na jedynym w jej dorobku horrorze Supernatural (reż. Victor Hugo Halperin) skończywszy. Po małej roli w wojennej produkcji Skrzydlate fatum (reż. Stuart Walker) z głównymi kreacjami Cary’ego Granta i Fredrica Marcha, wystąpiła w dwóch melodramatach – entuzjastycznie przyjętym Brief Moment (reż. David Burton) oraz w White Woman (reż. Stuart Walker) z Charlesem Laughtonem.

#### Początki screwball comedy (1934–1935)
Rok 1934 był punktem zwrotnym w karierze Lombard. W musicalu Bolero (reż. Wesley Ruggles), razem z partnerem ekranowym George’em Raftem, zaprezentowała swoje umiejętności taneczne w ekstrawaganckiej inscenizacji utworu „Boléro” (1928) autorstwa Maurice’a Ravela. W związku z napiętym harmonogramem, była zmuszona odrzucić oferowaną jej rolę w screwball comedy Ich noce (reż. Frank Capra). Film Bolero uzyskał entuzjastyczne recenzje prasowe, a następna produkcja z udziałem Lombard − komedia muzyczna We’re Not Dressing (reż. Norman Taurog), w której wystąpiła z Bingiem Crosbym − okazała się sukcesem kasowym w amerykańskim box offisie.

#### Napoleon na Broadwayu

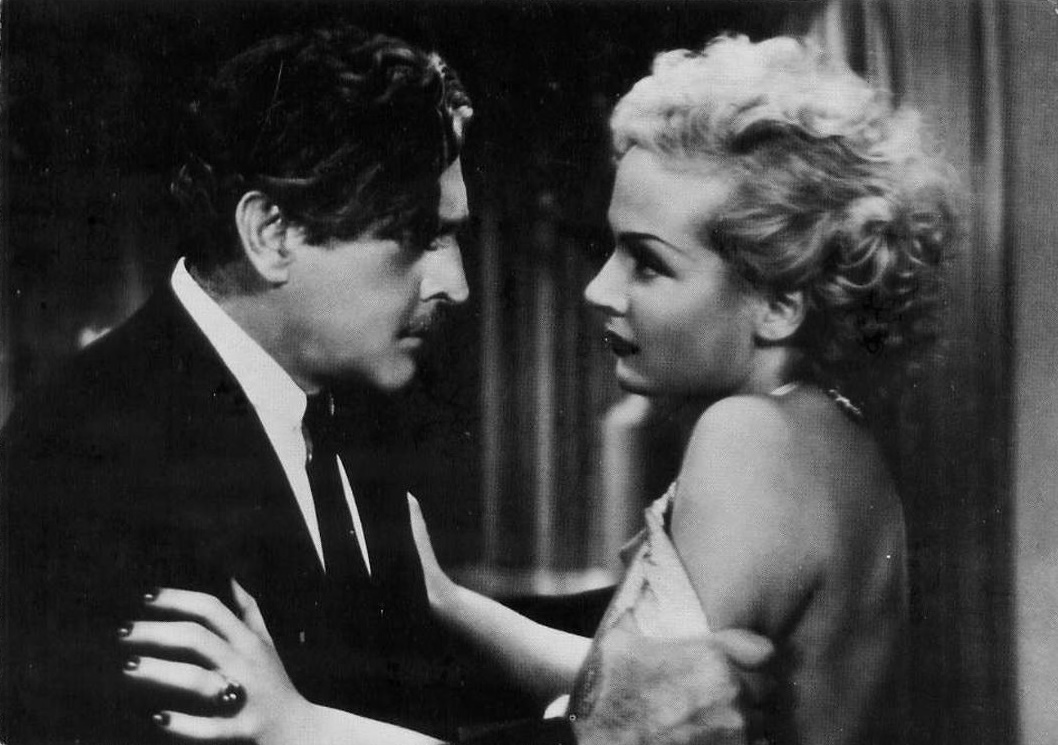
John Barrymore i Carole Lombard w filmie Napoleon na Broadwayu (1934)

Reżyser Howard Hawks, będący drugim kuzynem aktorki, zaangażował ją do głównej roli w opartej na sztuce teatralnej screwball comedy Napoleon na Broadwayu, która okazała się przełomem w jej karierze i uczyniła z Lombard główną gwiazdę. Na ekranie partnerował jej John Barrymore. Hawks zdecydował się na powierzenie jej roli po tym, kiedy zobaczył ją w stanie upojenia alkoholowego na jednej z uroczystości w Hollywood. Jak przyznawał: „była zabawna i nieskrępowana i dokładnie taka, jakiej potrzebowała ta rola”. Wcześniej do odtwórczyni głównej roli kobiecej były brane pod uwagę m.in. Gloria Swanson oraz Joan Crawford. Columbia Pictures zdecydowało się zaangażować Lombard, ponieważ była tańsza od innych aktorek o znanych nazwiskach.
Fabuła filmu przedstawiała historię utalentowanej aktorki teatralnej (Lombard), która postanawia spróbować swych sił w Hollywood. Do powrotu na Broadway stara się ją nakłonić były mentor, ekstrawagancki impresario w stylu Svengaliego Oscar „O.J.” Jaffe (Barrymore). Kluczowym wątkiem filmu jest antagonistyczna relacja łącząca obydwoje bohaterów. W trakcie prób reżyser i Barrymore nie byli zadowoleni z pracy Lombard na planie. Uważali bowiem, że „gra” za ciężko oraz daje zbyt sztywny występ. Hawks zachęcał ją do większego relaksu, bycia sobą i działania w oparciu o instynkty. Jeden z krytyków „Los Angeles Timesa” przyznawał, że [Lombard] jest „całkowicie odmienna” od swojej wcześniejszej, chłodnej i „wyrafinowanej” persony, dodając iż „wibruje życiem i pasją, porzuceniem i magią”. Zdaniem Anne Helen Petersen aktorka balansowała na granicy zupełnego braku pewności siebie i totalnej arogancji, dzięki czemu stanowiła idealne komiczne tło dla efekciarskich i drwiących występów Barrymore’a.
Kolejnymi produkcjami z jej udziałem były dramat Teraz i zawsze (1934, reż. Henry Hathaway) u boku Gary’ego Coopera i nowej gwiazdy dziecięcej Shirley Temple oraz komediodramat Lady by Choice (1934, reż. David Burton) z May Robson. Drugi z filmów okazał się sukcesem komercyjnym i zebrał pochlebne oceny. Komedia kryminalna The Gay Bride (1934, reż. Jack Conway), w której zagrała u boku Chestera Morrisa, uzyskała negatywne recenzje. Przy okazji realizacji filmu Rumba (1935, reż. Marion Gering), ponownie wystąpiła z Raftem. Obraz okazał się przebojem i powtórzył sukces Napoleona na Broadwayu.

#### Hands Across the Table

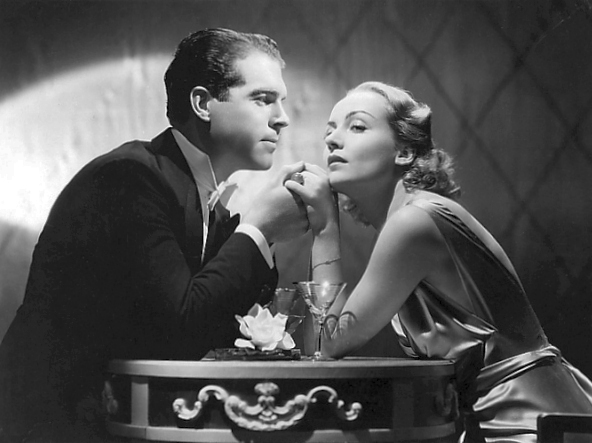
MacMurray i Lombard w filmie Hands Across the Table (1935)

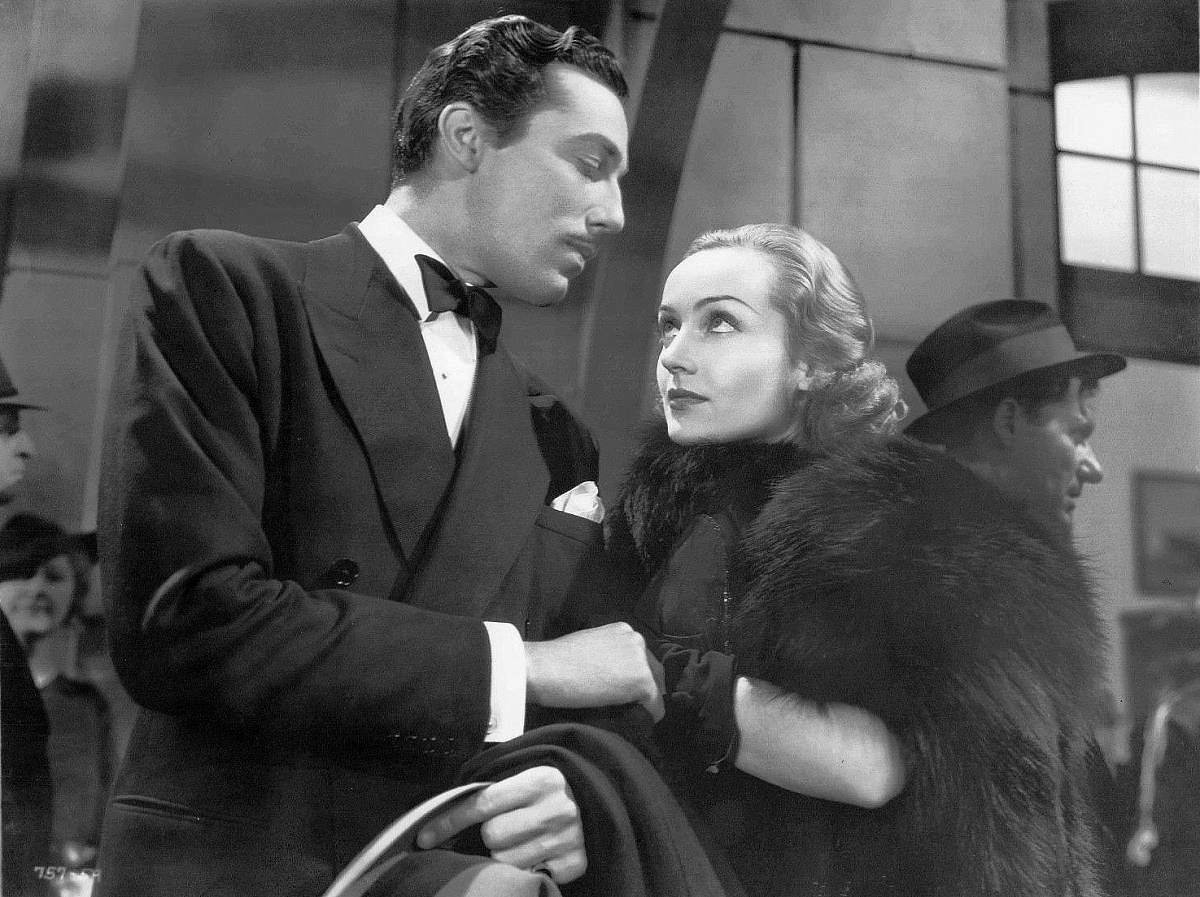
Cesar Romero i Carole Lombard w filmie Love Before Breakfast (1936)

W screwball comedy Hands Across the Table (1935, reż. Mitchell Leisen) wcieliła się w manikiurzystkę Regi Allen poszukującą bogatego męża. W roli Theodore’a „Teda” Drewa III partnerował jej Fred MacMurray. Według Matzena scenarzysta Norman Krasna ufał swemu instynktowi i opracował scenariusz specjalnie z myślą o Lombard. Krytycy entuzjastycznie odnosili się do filmu, a jeden z recenzentów magazynu „Photoplay” uważał, że Lombard potwierdziła swój talent w gatunku komediowym. Obraz Leisena był przebojem w box offisie. Występ w Hands Across the Table uznawany jest za jeden z najlepszych oraz najbardziej pamiętnych w jej dorobku. Udana współpraca z MacMurrayem spowodowała, że aktorzy wystąpili wspólnie jako duet jeszcze w trzech filmach.
Jej pierwszą produkcją z 1936 była komedia romantyczna Love Before Breakfast w reżyserii Waltera Langa, wyprodukowana dla Universal Studios. W filmie wystąpił pies aktorki imieniem Pushface. Gehring opisał film jako „Poskromienie złośnicy gatunku screwball comedy”. W komedii kryminalnej The Princess Comes Across (reż. William K. Howard), gdzie po raz drugi na planie spotkała się z MacMurrayem, wcieliła się w początkującą aktorkę Wandę Nash, która wygrywa kontrakt filmowy, udając szwedzką księżniczkę. Film uważany był za satyrę na Gretę Garbo i uzyskał przychylne recenzje w branżowej prasie. Regina Crewe pisała za pośrednictwem „New York Journal-American”, że The Princess Comes Across to „wspaniała oferta filmowa z humorem i dreszczami”.

#### Mój pan mąż

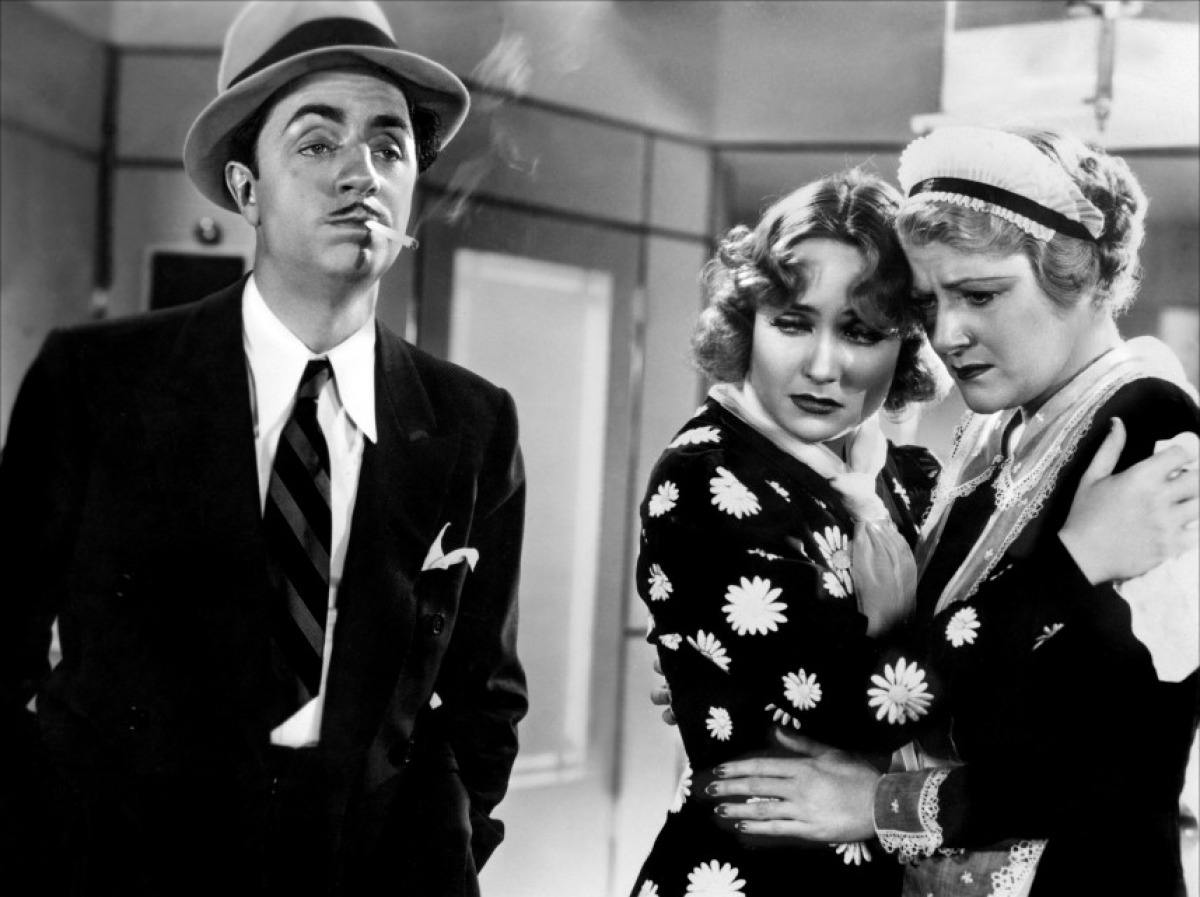
Powell, Lombard i Jean Dixon w kadrze z filmu Mój pan mąż (1936)

Sukces Love Before Breakfast spowodował, że Lombard otrzymała propozycję kontynuacji współpracy z Universal Studios przy screwball comedy Mój pan mąż (reż. Gregory La Cava). Odtwórca głównej roli męskiej William Powell nalegał, aby obsadzono ją w roli Irene Bullock (pomimo rozwodu para utrzymywała ze sobą przyjazne stosunki, a Powell uważał, że będzie ona idealną osobą do odegrania ekscentrycznej Irene). La Cava – który prywatnie znał Lombard – zachęcał ją do wykorzystania swej ekscentrycznej natury na potrzeby roli. Ciężko pracowała na planie; szczególnie dużo czasu poświęcała na znalezienie odpowiedniego wyrazu twarzy dla swojej bohaterki. Film przedstawiał historię Irene Bullock, pretensjonalnej, dobrodusznej i nieco naiwnej młodej damy, która zatrudnia bezdomnego mężczyznę jako rodzinnego kamerdynera. Mój pan mąż okazał się sukcesem w box offisie oraz otrzymał dziewięć nominacji do Oscara, w tym dla Lombard jako najlepszej aktorki pierwszoplanowej. Biografowie zgodnie uznają, że kreacja Irene Bullock była najlepszą rolą w jej dorobku, a Frederick Ott pisał, że „wyraźnie ustanowiła [ją] jako aktorkę komediową najwyższej rangi”.
W 1937 Lombard była jedną z czołowych gwiazd w Hollywood, a także najlepiej zarabiającą aktorką, dzięki wynegocjowaniu przez Myrona Selznicka niewyłącznej umowy z Paramountem i Selznick International Pictures, na mocy której otrzymywała 450 tys. dolarów (ponad pięć razy więcej niż ówczesna pensja prezydenta Stanów Zjednoczonych). Uzyskała też nadzór nad wszelkimi aspektami wizerunku; mogła wybierać operatora, reżysera, aktorów drugoplanowych, projektanta mody i fotosistę oraz kontrolować liczbę i treści artykułów publikowanych na jej temat. Ponieważ zarobki Lombard były szeroko komentowane w prasie, twierdziła, że osiemdziesiąt procent jej dochodów pochłaniały podatki, lecz mimo to wyrażała zadowolenie, że dzięki temu może wesprzeć swój kraj. Wypowiedzi, w których podkreślała przywiązanie do swej ojczyzny, przyniosły jej wiele pozytywnego rozgłosu, a prezydent Franklin Delano Roosevelt przesłał aktorce osobisty list z podziękowaniami.

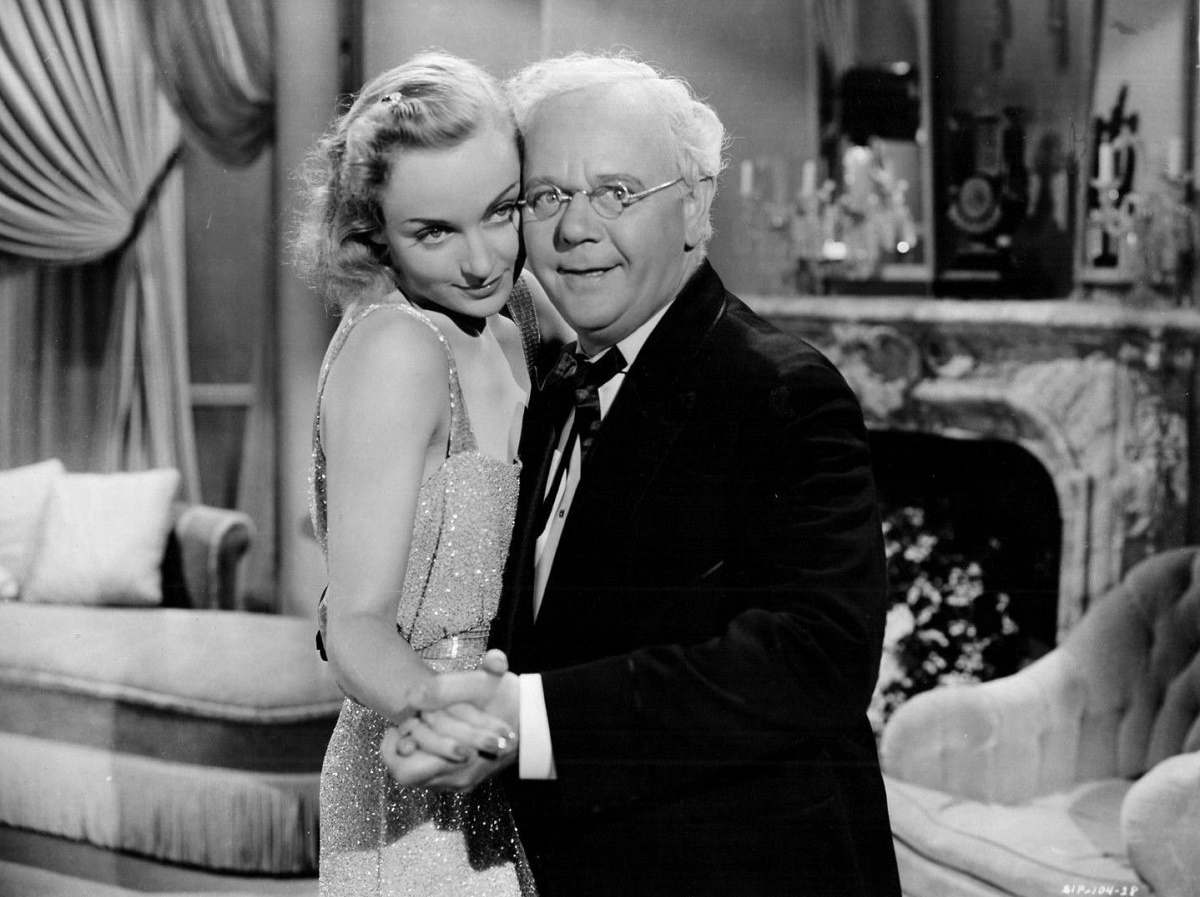
Lombard i Charles Winninger w scenie z filmu Szczęśliwie się skończyło (1937)

Pierwszym filmem, w którym wystąpiła w 1937 była komedia romantyczna Gra życia (reż. Mitchell Leisen), gdzie po raz trzeci na planie partnerował jej Fred MacMurray. Opowiadający o romansie dwójki artystów kabaretowych film okazał się sukcesem komercyjnym, uzyskując entuzjastyczne recenzje w prasie. Obraz nie był typową komedią – zawierał więcej dramatycznych cech. 9 czerwca 1937 uczestniczyła wraz z Gable’em w uroczystościach pogrzebowych Jean Harlow. Według Matzena przedwczesna śmierć gwiazdy Hollywood była „bardzo osobistą tragedią” dla Lombard, która utrzymywała bliskie kontakty towarzyskie z Harlow.

#### Szczęśliwie się skończyło
Następnym projektem był wyprodukowany dla studia United Artists film Szczęśliwie się skończyło (reż. William A. Wellman), gdzie powróciła do gatunku screwball comedy. Producent David O. Selznick, będący pod wrażeniem występu Lombard w Moim panie mężu, wyraził chęć realizacji komedii z udziałem aktorki. Zatrudnił Bena Hechta do napisania scenariusza z myślą o niej. Fabuła filmu przedstawiała losy pochodzącej z małego miasteczka Hazel Flagg (Lombard), która omyłkowo myśli, że umiera na skutek zatrucia. Jej historię postanawia wykorzystać nowojorski dziennikarz Wally Cook (Fredric March), aby zwiększyć zainteresowanie swoją gazetą i tym samym podnieść jej sprzedaż. Zrealizowany w technicolorze film otrzymał przychylne recenzje i był jedną z ulubionych produkcji Lombard. Crewe pisała, że jest to „szybka i swawolna farsa”.

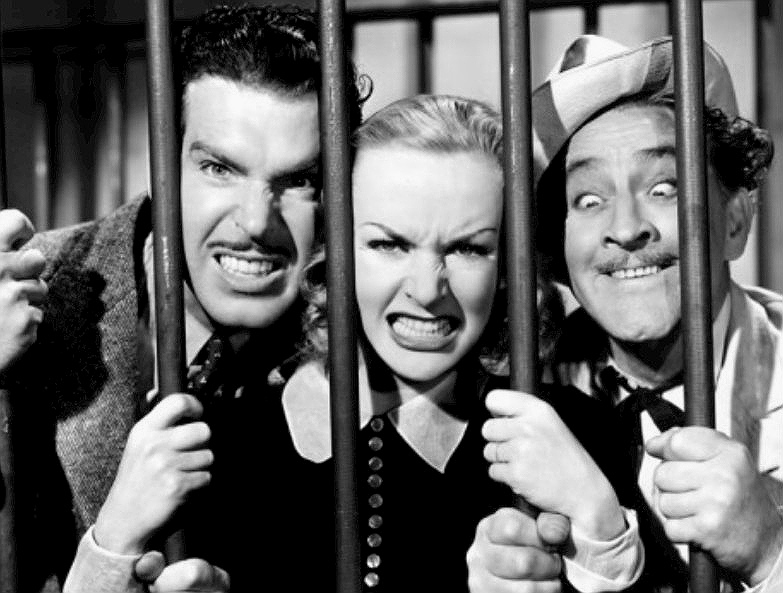
MacMurray, Lombard i Barrymore w filmie True Confession (1937)

Ostatnim projektem Lombard i MacMurraya była screwball comedy True Confession (reż. Wesley Ruggles) (Swindell określał ją jako „zwariowaną”). Partnerował im John Barrymore. Film przedstawiał historię patologicznej kłamczuchy Helen Bartlett (Lombard), która za namową męża Kennetha (MacMurray) przyznaje się do niepopełnionego morderstwa. Aktorka wyrażała duże podekscytowanie scenariuszem i całym projektem. Film w reżyserii Rugglesa okazał się przebojem kasowym, zbierając pochlebne recenzje.

#### Aktorka niezależna

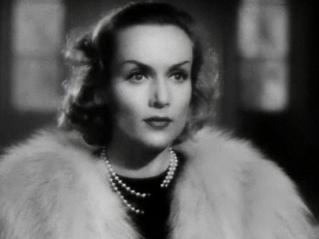
Carole Lombard jako Kay Winters w filmie Fools for Scandal (1938)

True Confession był jej ostatnią produkcją dla Paramountu. Przez resztę kariery pracowała jako aktorka niezależna. Kolejny film z jej udziałem powstał dla Warner Bros. Wyreżyserowany przez Mervyna LeRoya Fools for Scandal, w którym wcieliła się w znaną aktorkę Kay Winters, okazał się porażką pod względem finansowym oraz w oczach krytyków. Swindell określał go mianem „jednego z najstraszliwszych fiask lat 30.” Był to jedyny film z udziałem Lombard w 1938, która większość wolnego czasu poświęcała związkowi z Gable’em. Kandydaturę jej rozpatrywano pod kątem roli Scarlett O’Hary w melodramacie Przeminęło z wiatrem (1939, reż. Victor Fleming). W celach reklamowych, 9 lipca 1938 Lombard przez jeden dzień pełniła urząd honorowego burmistrza miasta Culver City. Jej jedynym zarządzeniem było rozporządzenie o dniu wolnym od pracy dla pracowników studia Selznick International Pictures.
Kontynuując karierę, postanowiła odejść od konwencji komediowej i skupić się w większym stopniu na rolach dramatycznych. Wystąpiła u boku Jamesa Stewarta w wyprodukowanym przez Davida O. Selznicka filmie Stworzeni dla siebie (1939, reż. John Cromwell). Fabuła skupiała się na świeżo poślubionej parze, borykającej się z problemami domowymi. Pomimo finansowej klapy, recenzje były dobre; krytycy chwalili w nich dramatyczny zmysł Lombard. Po zapoznaniu się ze scenariuszem i zaangażowaniu Cary’ego Granta do głównej roli męskiej, osobiście negocjowała z RKO Pictures swój udział w dramacie romantycznym In Name Only (reż.  John Cromwell). Kreacja Julie Eden odzwierciedlała osobiste doświadczenia aktorki, ponieważ grała kobietę zakochaną w żonatym mężczyźnie (Grant), którego żona (Kay Francis) nie chce się zgodzić na rozwód. Za występ otrzymała gażę w wysokości 150 tys. dolarów, kontynuując status jednej z najlepiej opłacanych aktorek w Hollywood.

### Lata 40.
Chcąc zdobyć Oscara, spośród kilku przedłożonych jej scenariuszy, wybrała ten, napisany na potrzeby dramatu Vigil in the Night (reż. George Stevens), mając nadzieję na zdobycie statuetki. Wcieliła się w postać Anne Lee, pielęgniarki która napotyka na szereg osobistych trudności. Mimo przychylnych recenzji, Lombard nie otrzymała nominacji, ponieważ ponury nastrój filmu zniechęcił publiczność, co spowodowało duże straty w box offisie. Aktorka przyjęła rolę w dramacie They Knew What They Wanted (reż. Garson Kanin) u boku Charlesa Laughtona, mimo świadomości, że najlepiej pasuje do konwencji komediowej. Film w reżyserii Kanina odniósł umiarkowany sukces.

#### Pan i pani Smith,Być albo nie być

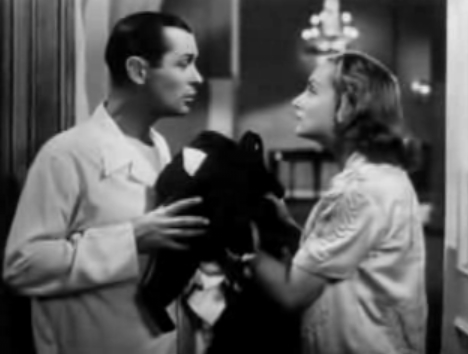
Montgomery i Lombard w scenie z filmu Pan i pani Smith (1941)

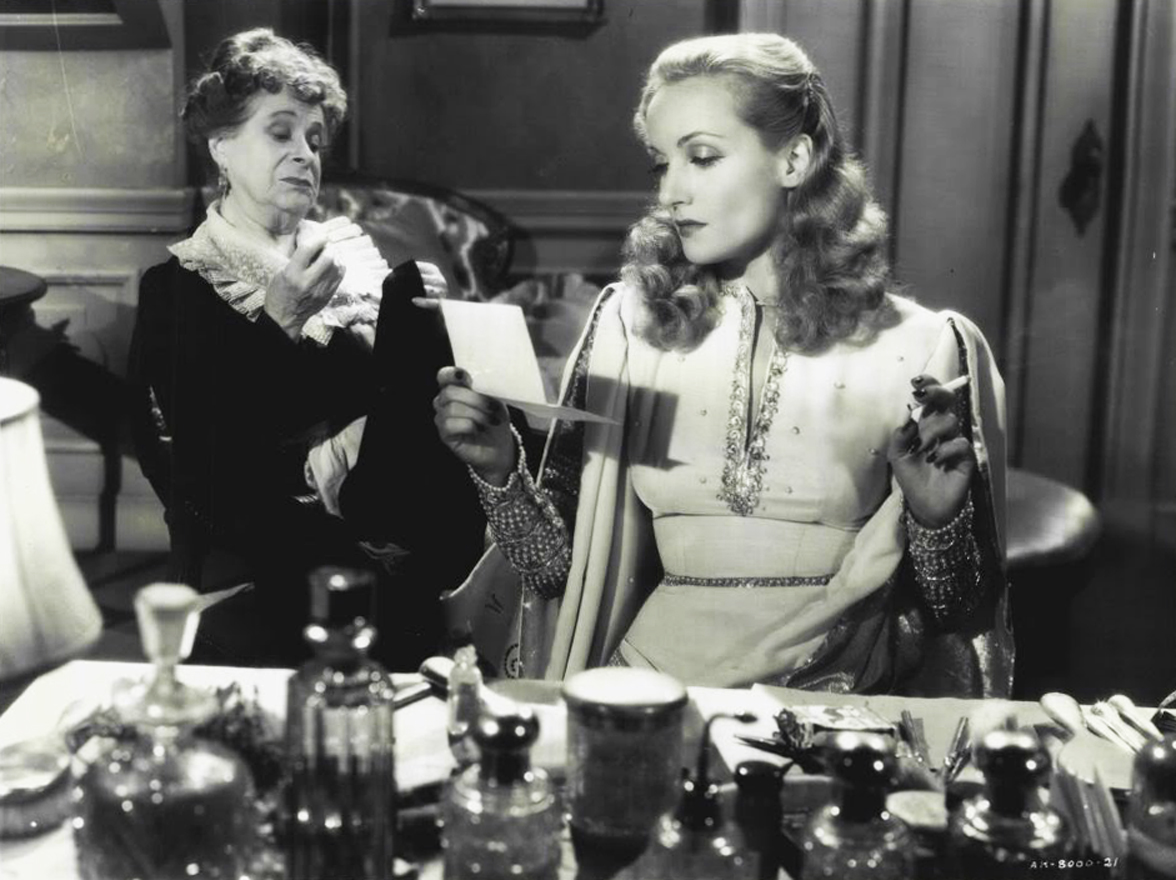
Maude Eburne i Carole Lombard w scenie z filmu Być albo nie być (1942)

Rozczarowana przyjęciem ostatnich produkcji ze swoim udziałem przyznała, że „moje nazwisko nie sprzedaje biletów na poważne obrazy”. Po raz pierwszy od trzech lat zdecydowała się na powrót do gatunku komediowego, przyjmując rolę w filmie Pan i pani Smith u Alfreda Hitchcocka. Angielski reżyser był entuzjastycznie nastawiony do realizacji komedii, jak to określał, z „typowymi Amerykanami”. Mając dobre stosunki z Lombard, zgodził się wyreżyserować film dla RKO Pictures. Słysząc uwagę Hitchcocka, że „aktorzy to bydło” – wygłoszoną pod adresem Michaela Radgrave’a w 1938, pierwszego dnia ustawiła na planie trzy boksy. W każdym z nich znajdowało się jedno cielę, a na szyjach miały metki: Carole Lombard, Robert Montgomery oraz Gene Raymond − odtwórcy głównych ról. Biografowie podkreślają, że Pan i pani Smith jest jednym z najbardziej nietypowych filmów w dorobku reżysera, znanego ze suspensowego stylu. W momencie premiery okazał się on sukcesem komercyjnym. Według biografa Petera Ackroyda film był „lekki i zabawny − ale szybko ulatujący z pamięci”.
Skupiając się na życiu rodzinnym i małżeństwie, kolejną rolę przyjęła niespełna rok po występie w Pan i pani Smith. Wyszła z założenia, że jej następny projekt będzie „zdecydowanym hitem”. Ostrożnie podchodziła do wyboru nowego filmu. Za sprawą swojego agenta usłyszała o nadchodzącym projekcie Ernsta Lubitscha Być albo nie być, czarnej komedii przedstawiającej w formie satyrycznej niemiecką okupację ziem polskich. Od dawna chciała współpracować z Lubitschem, jej ulubionym reżyserem komediowym, i uważała, że materiał − choć kontrowersyjny − był wartym uwagi tematem. Lombard przyjęła ofertę wcielenia się w aktorkę Marię Turę, mimo że była to kreacja o znacznie mniejszej wadze w stosunku do jej wcześniejszych produkcji. Okres zdjęciowy trwał jesienią 1941 i według biografów był jednym z najprzyjemniejszych doświadczeń w karierze aktorki.

### Katastrofa lotnicza i śmierć

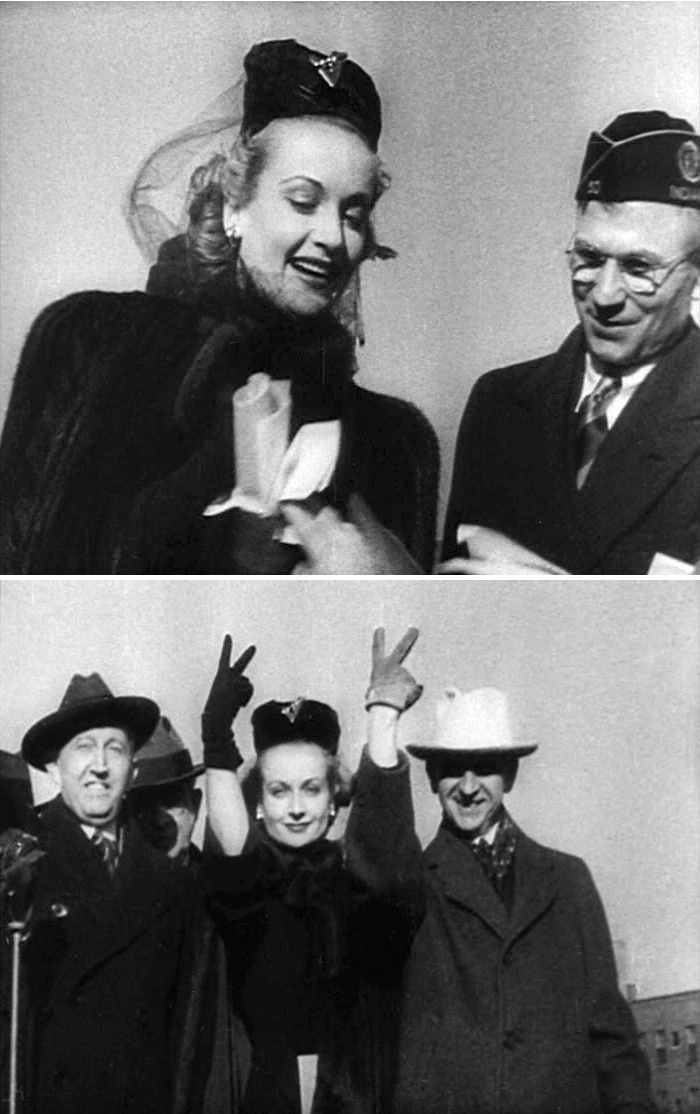
Fot. 1: Lombard daje autograf
Fot. 2: Lombard, Will H. Hays i Henry F Schricker, podczas objazdowej sprzedaży bonów wojennych, 15 stycznia 1942 (dzień przed katastrofą lotniczą)

Kiedy Stany Zjednoczone przystąpiły do udziału w II wojnie światowej pod koniec 1941, Gable – będący w owym czasie pierwszym przewodniczącym Hollywood Victory Committee – był namawiany przez przedstawicieli Białego Domu do pojawienia się rodzinnym stanie Ohio i sprzedaży bonów wojennych. Zdaniem Matzena aktor nie lubił skupiać na sobie uwagi, pomimo statusu „króla Hollywood” i życia w blasku fleszy. W tym czasie został on zaangażowany przez studio Metro-Goldwyn-Mayer do pracy na planie melodramatu Odnajdę cię wszędzie (1942, reż. Wesley Ruggles). 12 stycznia 1942 Lombard wraz ze swoją matką Elizabeth Jayne „Bessie” Peters i agentem prasowym Gable’a, Otto Winklerem, wsiadła w pociąg i udała się do Indianapolis, by wziąć udział w zbiórce pieniędzy poprzez sprzedawanie bonów wojennych. Po drodze zatrzymali się w Salt Lake City i Ogden w stanie Utah, po czym 14 stycznia przybyli do Chicago. Dzień później dotarli do Indianapolis, gdzie według Matzena było zimno i wietrznie. Prócz zwiedzania miasta, o godzinie czternastej Lombard uczestniczyła w obecności gubernatora stanu Indiana Henry’ego F. Schrickera w ceremonii podniesienia flagi. W trakcie wiecu powiedziała: „Głowy do góry, ręce do góry Ameryko! Dajmy radość, która będzie słyszana zarówno w Tokio, jak i Berlinie!”. Następnie przez osiem godzin sprzedawała bony wojenne. Pod koniec dnia udało się jej uzbierać sumę 2 milionów dolarów w obligacjach wojennych (2 mln. 017 tys. 513 dolarów). Do każdego z bonów dołączała autograf i zachęcała miejscowych do aktywnego wspierania żołnierzy biorących udział w wojnie. W drodze powrotnej do Los Angeles zatrzymała się wraz z matką i Winklerem w Albuquerque w stanie Nowy Meksyk i Kansas City w stanie Missouri.

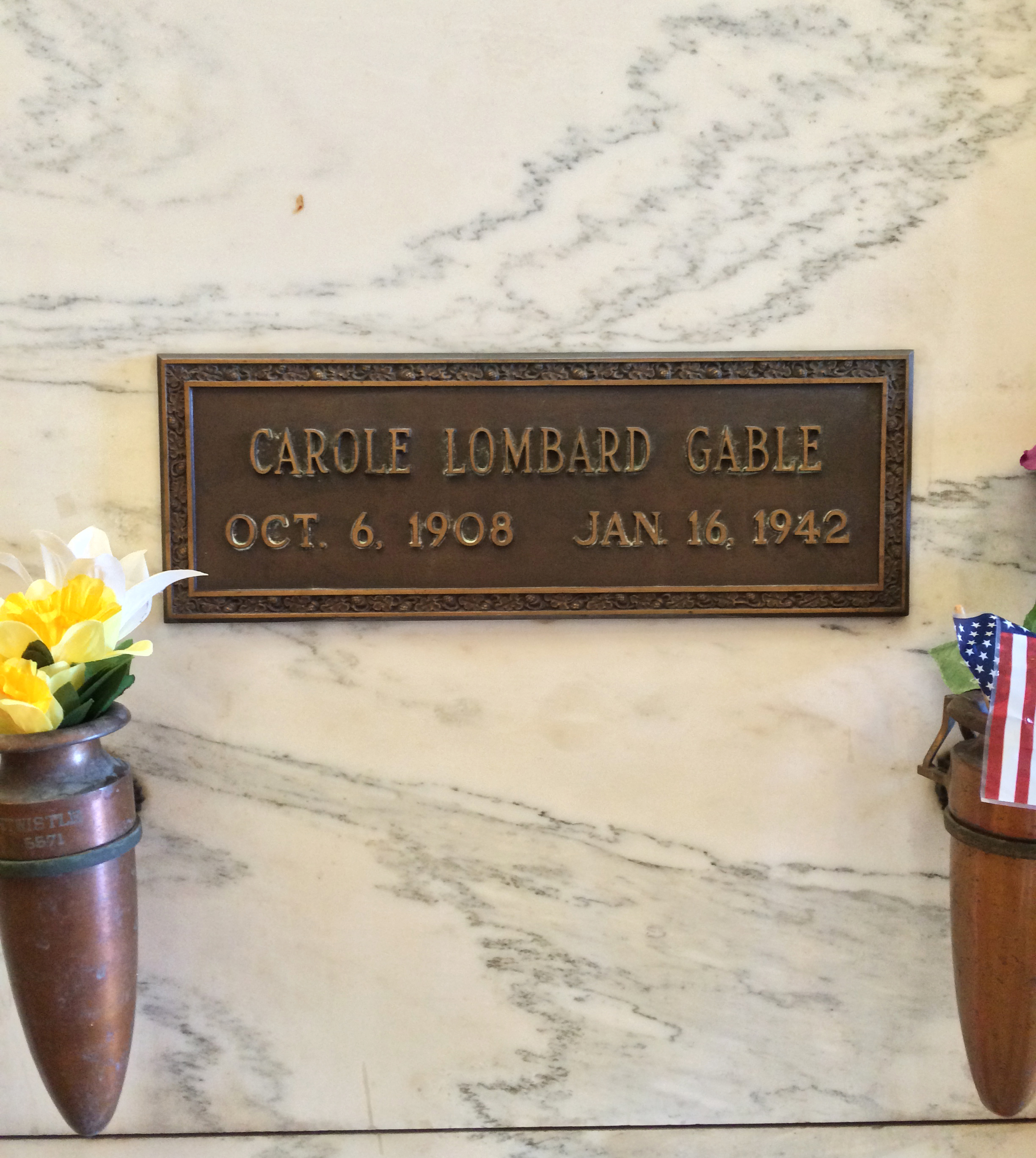
Nagrobek Carole Lombard na cmentarzu Forest Lawn Memorial Park (2014)

Według źródeł Lombard, chcąc szybciej powrócić do domu, zdecydowała się kontynuować podróż samolotem. W ocenie Warrena G. Harrisa miała powiedzieć matce, że jest zbyt zmęczona dalszą trasą. Biografowie uważali, że jednym z głównych powodów, dla których zdecydowała się lecieć samolotem był fakt, że Gable na planie filmu Odnajdę cię wszędzie ponownie współpracował z Laną Turner, co miało wzbudzić dużą zazdrość u aktorki. Pojawiały się także informacje, jakoby mąż Lombard miał mieć romans z Turner. Jej matka i Winkler próbowali wpłynąć na zmianę decyzji Lombard, która zdecydowała rozstrzygnąć sprawę dalszego transportu poprzez rzut monetą. Matka nalegała, by córka zrezygnowała z pomysłu lotem samolotem, jednak miała ona przyznać, że weźmie tabletkę i prześpi całą podróż.
Rankiem 16 stycznia cała trójka weszła na pokład Douglasa DC-3 linii Transcontinental and Western Air, by powrócić do Kalifornii. Po zatankowaniu w Las Vegas w stanie Nevada, TWA Flight 3 wystartował o dziewiętnastej siedem i piętnaście minut później rozbił się na wysokości 2530 metrów o strome zbocze góry Potosi Mountain w południowej Nevadzie, oddalonej 51 km na południowy zachód od lotniska w Las Vegas. Wszystkich 22 pasażerów na pokładzie, wśród których byli Lombard, jej matka, Winkler, szesnastu żołnierzy armii amerykańskiej oraz trzyosobowa załoga TWA, poniosło śmierć na miejscu. Za bezpośrednią przyczynę katastrofy uznano błąd pilotów. O śmierci żony Gable dowiedział się z telegramu od producenta Eddiego Mannixa. Według relacji indiańskiego przewodnika w miejscu katastrofy unosiła się woń spalonych ludzkich ciał. Przeszukując teren, Mannix odnalazł m.in. kosmyk blond włosów i fragment diamentowo-rubinowej biżuterii, którą Gable podarował Lombard podczas świąt Bożego Narodzenia w 1941.

### Pogrzeb
Z racji pełnienia przez Lombard misji patriotycznej, Departament Wojny Stanów Zjednoczonych chciał zorganizować jej pogrzeb z ceremoniałem wojskowym, przy użyciu orkiestry marszowej, żołnierzy oraz salwy honorowej. Gable odrzucił jednak ofertę Departamentu, kiedy odkrył, że wolą jego żony, wyrażoną w testamencie, była skromna ceremonia z udziałem rodziny i najbliższych przyjaciół. Aktorka zostawiła w testamencie instrukcje dotyczące przemowy pogrzebowej oraz oprawy muzycznej. Jednym z jej życzeń było to, aby została pochowana w białej sukni zaprojektowanej przez Irene Lentz.
| „Przyniosła wielką radość wszystkim, którzy ją znali i milionom ludzi, którym znana była jedynie jako wielka artystka. Swoim czasem i talentem bezinteresownie służyła swemu rządowi w pokoju i wojnie. Kochała swój kraj. Jest i zawsze będzie gwiazdą, o której nigdy nie zapomnimy, ani nie przestaniemy być jej wdzięczni.”– Franklin Delano Roosevelt |

Podwójne uroczystości pogrzebowe (Lombard i jej matki) miały miejsce 21 stycznia o godzinie szesnastej w Church of the Recessional na terenie Forest Lawn Memorial Park w  Los Angeles–Long Beach. Zgodnie z wolą aktorki, fotografowie, publiczność i reporterzy nie zostali wpuszczeni na ceremonię, lecz kilku zaprzyjaźnionych dziennikarzy, wśród nich Adela Rogers St. Johns, Lloyd Pantages i Louella Parsons, brało udział w pogrzebie. Pośród innych osób obecni byli: William Powell, pierwszy mąż Lombard, Dorothy Lamour, Fred MacMurray, Jack Benny, Myrna Loy, Spencer Tracy, William Henry Gable (ojciec Gable’a) z żoną Jennie (macochą aktora), dwaj bracia Lombard, Frederick Charles Peters i John Stuart Peters wraz ze swoimi małżonkami oraz trzy siostry Elizabeth Jayne „Bessie” Peters, matki aktorki. W kaplicy mogącej pomieścić sto pięćdziesiąt osób, w trakcie pogrzebu było czterdzieści sześć osób.
Przedwczesna śmierć Lombard wywołała duże poruszenie w środowisku aktorskim. Errol Flynn przyznawał, że „tragiczna śmierć Carole Lombard oznacza, że coś wesołego i pięknego zostało odebrane światu w czasie, gdy są one najbardziej potrzebne”. James Cagney podkreślał jej bohaterstwo oraz stwierdził, że „Carole Lombard zginęła, wykonując pracę dla swojego kraju, każdy z nas jest z niej dumny”.

## Życie prywatne

### Osobowość

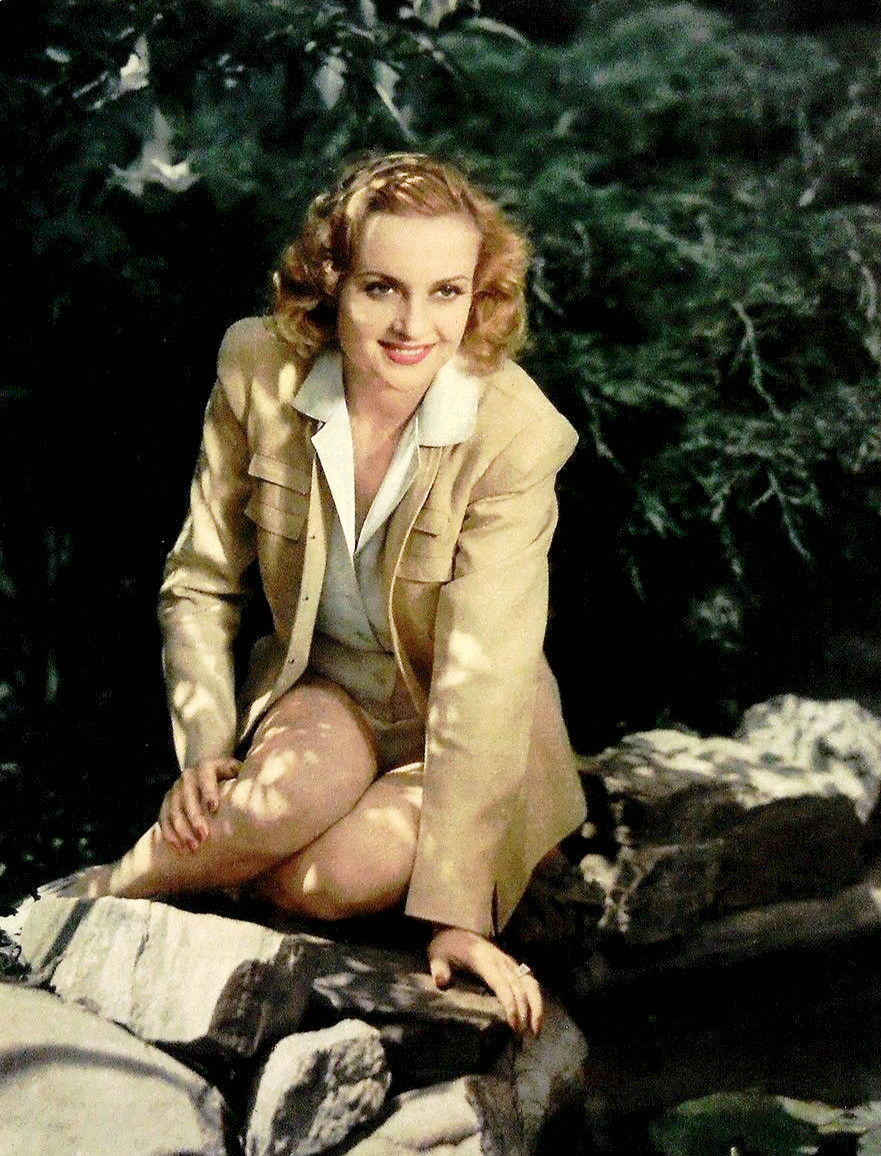
Carole Lombard (1939)

Była znana z kapryśnego, a według biografów także i „bezczelnego” charakteru oraz dużego poczucia humoru. Podczas pracy nad filmem Pan i pani Smith (1941), omawiając z Hitchcockiem plan zdjęciowy, odparła do reżysera: „Gówno mnie to obchodzi. Powiedz lepiej, jak wyglądają moje nowe cycki”. Krytyk David Thomson pisał, że „[Lombard] z niczym się nie pieprzyła i słynęła z tego, że głośno o tym mówiła”. Z racji organizowanych przez siebie przyjęć, była znana jako „gospodyni Hollywood”. Podczas jednej z takich imprez ukryła w całym domu urządzenia ze sprężonym powietrzem, które bez ostrzeżenia podwiewały kobietom spódniczki oraz sukienki, co powodowało zadowolenie męskiej części gości. Doradzała także publicznie swoim fanom, aby „szli z duchem czasu, w przeciwnym razie będą podpierać ściany”. Do 1934 zyskała opinię naczelnej figlarki Hollywood. Zdaniem Anne Helen Petersen, autorki książki Skandale Złotej ery Hollywood, jej dom nigdy nie zasypiał. Michelle Morgan, autorka biografii Carole Lombard: Twentieth-Century Star (2016), uważała, że mimo imprezowego stylu, „jej życie dotknięte było tragedią. Pod śmiejącą się fasadą był smutek”. Jak podkreślała, przeszła ona serię załamań nerwowych, spowodowanych głównie nieudanym pierwszym małżeństwem.
Po związaniu się z Gable’em zmieniła swój wizerunek oraz styl życia, rezygnując z organizowania imprez. Zamiast tego wolny czas spędzała na polowaniach, połowie ryb, podróżach jeepem i grywaniu w brydża w otoczeniu przyjaciół. Według biografów Gable był pod wrażeniem jej poczucia humoru. Przed wyjazdem na trasę objazdową w styczniu 1942 Lombard dla żartu zostawiła w łóżku męża nagi manekin przedstawiający blond kobietę z dołączoną notatką: „Żebyś nie był samotny”.

### Małżeństwa

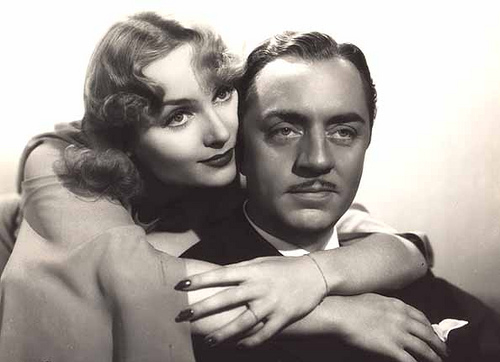
Carole Lombard i William Powell byli małżeństwem od 1931 do 1933

Pierwszego męża, aktora Williama Powella, poznała na planie filmów Man of the World i Ladies’ Man (1931). Biografowie zwracali uwagę na liczne różnice dzielące parę; Lombard miała 22 lata i była znana z beztroskiego charakteru, podczas gdy Powell miał 38 lat oraz uchodził za wyrafinowanego intelektualistę. Pomimo odmiennych osobowości, 6 czerwca 1931 poślubiła Powella w swoim domu w Beverly Hills w Kalifornii. W wywiadach Lombard przekonywała o korzyściach płynących z „miłości pomiędzy dwojgiem ludzi, którzy są diametralnie różni”, twierdząc, że ich związek pozwalał na „idealną huśtawkę miłosną”. Para rzadko pokazywała się publicznie, przez co była poddawana różnego rodzaju plotkom. Powell w wywiadzie dla „Movie Classic” z 1932, absencję na salonach tłumaczył chorobą żony. Okazało się, że Lombard podczas miesiąca miodowego na Hawajach zachorowała na grypę. Dodatkowo uskarżała się też na wyjątkowo dokuczliwe bóle menstruacyjne. W rozmowach z dziennikarzami chętnie odnosiła się do życia prywatnego, mówiąc o tzw. „siedmiu rodzajach miłości”, z których najważniejszym była „zdrowa miłość”, która łączyła ją z Powellem. Gdy ogłosiła separację, dziennikarze zaczęli doszukiwać się filozoficznych aspektów „siedmiu rodzajów miłości”. Jeden z wniosków brzmiał, że zdrowa miłość przestaje mieć znaczenie, gdy jedna osoba przerasta drugą. W sierpniu 1933 – po ponad dwóch latach bycia razem, Lombard i Powell rozwiedli się (utrzymywali przyjacielskie stosunki do końca jej życia). W trakcie sprawy rozwodowej zeznała przed sądem, że jej mąż był „bardzo emocjonalnym mężczyzną, okrutnym i przekraczającym maniery językowe, w których wielokrotnie przejawiał swój temperament, niemal od dnia ślubu”. Oskarżała też Powella o swoją karierę, lecz w 1936 przyznała, że to „niewiele miało wspólnego z rozwodem. Byliśmy tylko dwójką kompletnie niekompatybilnych ludzi”. Powell zabiegał o angaż dla Lombard do roli Irene Bullock, dzięki czemu w 1936 wystąpili wspólnie w filmie Mój pan mąż.

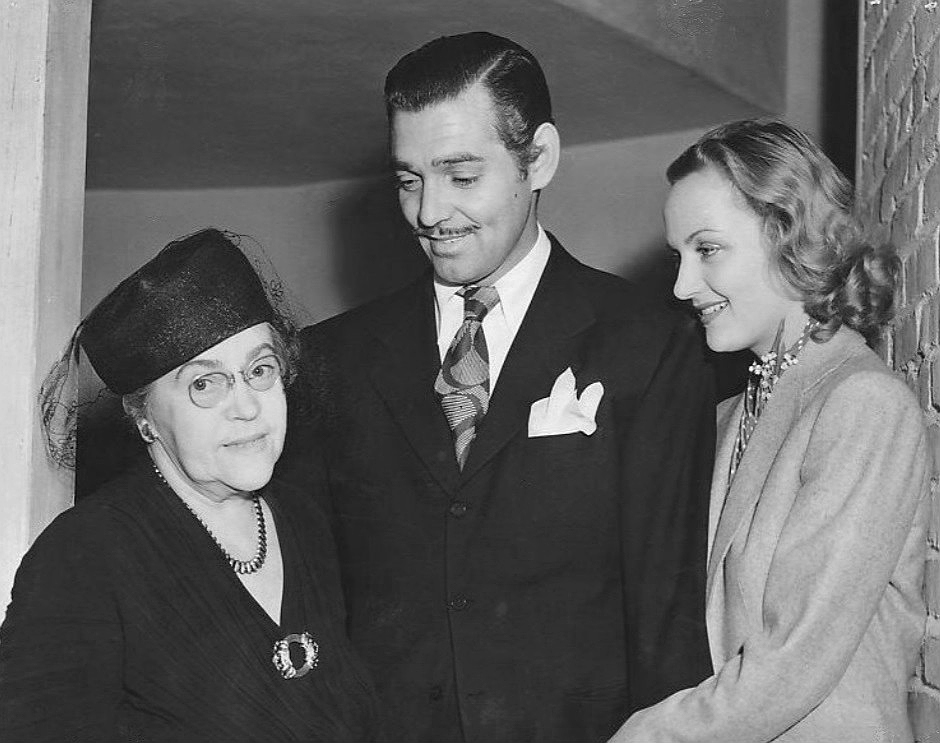
Elizabeth Jayne „Bessie” Peters, Clark Gable i Carole Lombard (1939)

Ze swoim przyszłym mężem Clarkiem Gable’em po raz pierwszy spotkała się pod koniec 1924 na planie filmu Ben-Hur (1925, reż. Fred Niblo), gdzie obydwoje pełnili role statystów. Także w 1925 spotkali się podczas prac nad Czasem szkoły (reż. Wesley Ruggles). Rok później pełnili funkcje statystów w dramacie The Johnstown Flood. Jedynym filmem pełnometrażowym, w którym wystąpili wspólnie był melodramat Dama kier (1932). W rozmowie z Garsonem Kaninem Lombard utrzymywała, że w trakcie prac nie było między nimi żadnego zauroczenia, pomimo realizacji wielu miłosnych scen. 7 lutego 1936 ponownie spotkali się przy okazji jednego z przyjęć w Hollywood, organizowanych przez Jacka Whitneya. Tydzień później sprowadziła zardzewiały i zabytkowy model Forda T, który pomalowała w serca i dostarczyła pod dom Gable’a. Ich romans rozpoczął się w 1936, lecz MGM w obawie przed skandalem początkowo próbowało utrzymywać relacje obojga aktorów w tajemnicy przed opinią publiczną. W 1938, gdy Lombard była aktorką niezależną, wystąpiła w jednym filmie, poświęcając czas na związek z Gable’em. Ich relacja budziła duże zainteresowanie mediów, które spekulowały i zastanawiały się, czy para pobierze się ze sobą. Aktor pozostawał w separacji ze swoją żoną Rheą Langham, która początkowo nie chciała wyrazić zgody na rozwód. Kiedy związek Gable’a i Lombard stał się oficjalny, Langham zgodziła się na rozwód, żądając od niego kwoty 500 tys. dolarów. Rozwód sfinalizowano w marcu 1939.
Ceremonia ślubna Gable’a i Lombard miała miejsce wczesnym rankiem 29 marca 1939 w Kingman w stanie Arizona. O uroczystości powiadomili telegramem studia Paramount i MGM. Ich wesele oraz jego znaczenie dla Hollywood porównywano do zaślubin Mary Pickford i Douglasa Fairbanksa z 1920. Gable zakupił od reżysera Raoula Walsha (po kilkuletnich namowach) 20-hektarowe ranczo w Encino w San Fernando Valley w Kalifornii, gdzie wraz z żoną trzymał dzikie zwierzęta i organizował wycieczki myśliwskie. Po zawarciu związku małżeńskiego Lombard pragnęła mieć dzieci, jednak jej próby się nie powiodły, a po dwóch poronieniach i licznych wizytach u specjalistów od płodności zdiagnozowano u niej niepłodność.
Na początku 1938 Lombard przeszła na bahaizm, wiarę, którą jej matka wyznawała od 1922. Mając doświadczenie w tańcu, pomagała mężowi w próbach do scen tańca w musicalu Idiot’s Delight (1939, reż. Clarence Brown). Gable i Lombard mieli w zwyczaju zwracać się do siebie „Ma” (mama) i „Pa” (tatuś). Po jej tragicznej śmierci w 1942, kontynuował karierę aktorską, lecz według słów Warrena „został zdruzgotany przez śmierć Carole”.

### Romanse
Realizując film White Woman (1933), nawiązała współpracę z piosenkarzem Russem Columbo, który ją trenował oraz pomagał w przygotowaniach do wykonania dwóch utworów na potrzeby filmu. Zdaniem biografa Lewisa Yablonsky’ego romans pomiędzy parą miał miejsce jeszcze wcześniej. W 1934 Lombard i Columbo planowali ślub, lecz przygotowania przerwał nieszczęśliwy wypadek, który zakończył się śmiercią piosenkarza. 2 września Columbo przebywał u swojego przyjaciela, fotografa Lansinga Browna Jr., który posiadał kolekcję zabytkowych broni. Gdy Brown Jr. trzymał w dłoni jeden z pistoletów, ten niespodziewanie wystrzelił. Kula odbiła się rykoszetem od kredensu i trafiła Columbo w okolicach lewego oka. Pomimo interwencji chirurgów z Good Samaritan Hospital, zmarł niecałe sześć godzin po zdarzeniu. Lombard w rozmowie z reporterką Sonią Lee przyznała: „Ross i ja czuliśmy, że coś katastrofalnego wisi nad nami”.

## Filmografia
W trwającej 21 lat karierze wystąpiła w 60 produkcjach fabularnych, a także brała udział w słuchowiskach radiowych, odtwarzając m.in. swoje role filmowe.
Cztery filmy, w których wzięła udział, były nominowane przynajmniej do jednego Oscara w każdej kategorii, lecz żaden z nich nie zdobył statuetki. Dziewięć produkcji z jej udziałem, po uwzględnieniu inflacji, przekroczyło sumę 100 milionów dolarów dochodu z biletów na rynku krajowym.
Trzy filmy z jej udziałem: Napoleon na Broadwayu (1934), Mój pan mąż (1936) i Być albo nie być (1942) wpisano do National Film Registry (NFR).

## Spuścizna

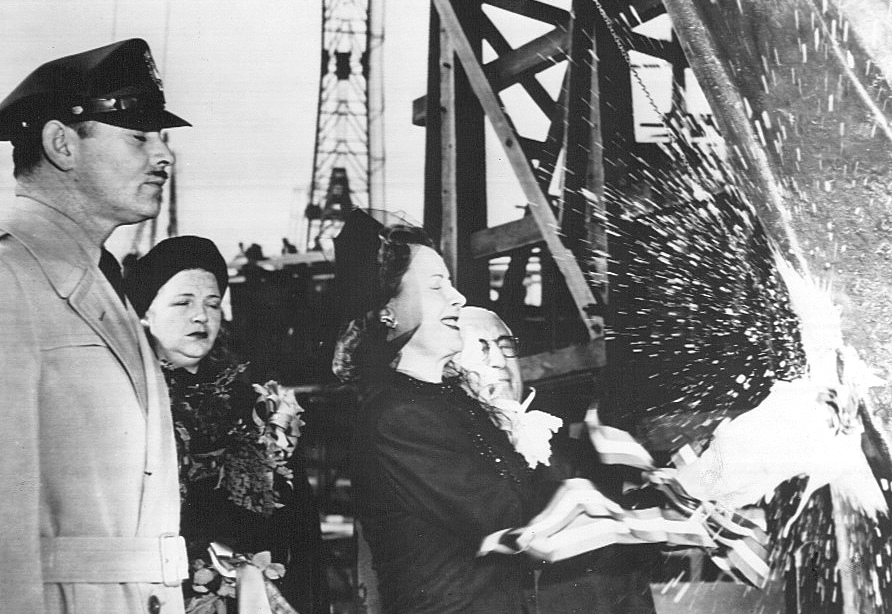
Clark Gable, Madalynne Field, Irene Dunne oraz Louis B. Mayer podczas uroczystości wodowania SS Carole Lombard (1944)

W grudniu 1943 United States Maritime Commission (MARCOM) poinformowała, że zostanie uruchomiony statek typu Liberty, nazwany imieniem i nazwiskiem aktorki. Uroczysta prezentacja miała miejsce 16 stycznia 1944 w Long Beach w Kalifornii przy udziale 15 tys. osób. Departament Skarbu Stanów Zjednoczonych (USDT), który był sponsorem trasy objazdowej aktorki w styczniu 1942, ogłosił nazwę SS Carole Lombard. Gable był gościem honorowym na uroczystości wodowania. Wśród licznie zaproszonych osobistości byli też m.in.: Irene Dunne, Louis B. Mayer, Robert Montgomery i Walter Lang.
Jej spuścizna jako aktorki i osobowości przetrwała długo po przedwczesnej śmierci. 8 lutego 1960, za wkład w przemysł filmowy i jego rozwój, otrzymała gwiazdę na Hollywoodzkiej Alei Gwiazd, która mieści się przy 6930 Hollywood Boulevard. W 1999 American Film Institute (AFI) sklasyfikował ją na 23. pozycji w rankingu „największych aktorek wszech czasów” (The 50 Greatest American Screen Legends). Z kolei w 2006 francuski magazyn „Premiere” umieścił jej kreację z filmu Być albo nie być (1942) na 38. lokacie w sporządzonym oraz opublikowanym przez siebie rankingu „100 najlepszych ról filmowych wszech czasów”.
Wizerunek Lombard był związany z kampaniami reklamowymi i produktami takich marek jak Lorillard Tobacco Company (1934) i Lucky Strike (1937). W 1976 wytwórnia Universal Pictures zrealizowała film biograficzny Gable and Lombard (reż. Sidney J. Furie), w którym Carole Lombard zagrała Jill Clayburgh. Cztery lata później wyprodukowano dla NBC film telewizyjny The Scarlett O’Hara War (reż. John Erman), gdzie Sharon Gless wykreowała postać Lombard. Kolejną aktorką, która wcieliła się w Lombard, była Denise Crosby w biograficzno-telewizyjnym obrazie Malice in Wonderland (1985, reż. Gus Trikonis). W 1999 zrealizowano dramat biograficzny Obywatel Welles (reż. Benjamin Ross), gdzie postać Lombard odegrała Anastasia Hille. Cztery lata później w telewizyjnym filmie Lucy (2003, reż. Glenn Jordan), w aktorkę wcieliła się Vanessa Gray.
Określana jest przez współczesnych krytyków mianem „królowej gatunku screwball comedy”. Jej komediowy talent był podziwiany m.in. przez Madonnę. Robert D. Matzen opisywał ją jako „jedną z najbardziej popularnych i podziwianych osobowości filmowych w Hollywood w latach 30.”  Zdaniem June Sochen „Lombard wykazała się wielką znajomością mechaniki tworzenia filmów”. George Raft, jej ekranowy partner, m.in. z filmu Bolero (1934), przyznawał: „Naprawdę kochałem Carole Lombard. Była najlepszą dziewczyną, jaka kiedykolwiek żyła, a my byliśmy najlepszymi kumplami. Zupełnie szczera i otwarta, była lubiana przez wszystkich”.
Rodzinny dom aktorki w Fort Wayne uznano za historyczny zabytek. Jeden z mostów na rzece St. Marys nazwano jej imieniem. W czerwcu 2009 w Seattle Art Museum (SAM) odbyła się retrospekcja sześciu filmów Lombard z okresu 1934−1937 w ramach Goddess of Laughter: The Comedies of Carole Lombard.

## Nagrody i nominacje
W trakcie kariery była raz nominowana do nagrody Akademii Filmowej w kategorii dla najlepszej aktorki pierwszoplanowej, za kreację Irene Bullock w filmie Mój pan mąż (1936).
| Rok  | Nagroda                   | Kategoria                         | Nominacja za | Wynik     | Źródło  |
| ---- | ------------------------- | --------------------------------- | ------------ | --------- | ------- |
| 1937 | Nagroda Akademii Filmowej | Najlepsza aktorka pierwszoplanowa | Mój pan mąż  | Nominacja | [ 221 ] |

### Odznaczenia
Carole Lombard została pośmiertnie odznaczona przez prezydenta Franklina Delano Roosevelta Medalem Wolności jako pierwsza kobieta, która zginęła na służbie podczas II wojny światowej.